# Caixa i metxa

Unió de caixa i metxa.

Principi d'acoblament (per testa) dels taulons dels antics vaixells grecs amb doble caixa i metxa postissa

L′encaix de caixa i metxa, popularment anomenat amb el castellanisme matxembrat, és una tècnica que s'ha utilitzat des de fa mil·lennis a tot el món per a acoblar peces de fusta entre si, en general quan cal fer un angle de 90°. Hi ha moltes maneres de fer-ho, però la idea essencial és que l'extrem d'una de les peces de fusta encaixi amb un forat realitzat a l'altra peça.
L'extrem de la primera peça s'anomena metxa, i sovint es talla d'una mida una mica més petita que la cavitat on s'ha d'introduir, mentre que el forat s'anomena “caixa”. L'acoblament es pot encolar, clavar o collar per a mantenir les peces al seu lloc amb fermesa. Aquests acoblaments s'utilitzen també amb altres materials com ara la pedra. L'encaix de caixa i metxa s'emprava per als taulons dels antics vaixells grecs amb doble caixa i metxa postissa. Aquest conjunt es fixava amb una clavilla de fusta.

## Antiga Grècia
L'acoblament de caixa i metxa s'emprava per unir els taulons dels antics vaixells grecs amb doble caixa i metxa postissa. Aquest conjunt es fixava amb una  clavilla de fusta per cada banda.
- El sistema de construcció dels grans vaixells de l'antiguitat (l'encadellat amb fiador de les planxes del folre) fou d'origen fenici. Els romans l'anomenaven "encadellat fenici" ("coagmenta punicana", en llatí plural).[2]